# Sobre la transición exterior
 (mai 2017).
 (mai 2017).
Sobre la transición exterior est une œuvre qui recueille le discours de réception de Leopoldo Calvo-Sotelo à l'Académie royale des sciences morales et politiques, lors de sa session du 16 novembre 2005.

## Description
Calvo-Sotelo fait la distinction entre transition intérieure et extérieure, sur lesquelles il avait déjà écrit précédemment dans Memoria viva de la transición (La Mémoire vive de la transition) et Papeles de un cesante (Rôles d'un démissionnaire), pour se centrer à présent sur cette dernière. 
Après l'éloge d'Antonio Garrigues Díaz-Cañabate, son prédécesseur dans ce fauteuil, Calvo-Sotelo tourne son regard vers le passé, afin de placer cette transition extérieure en perspective. Et il fait une « anthologie des neutralités » espagnoles, dont les événements les plus marquants sont la guerre franco-prussienne de 1870, la Grande Guerre de 1914 (« Nous avons été neutres d’une manière obsessive, avec une neutralité de démission ») et la Seconde Guerre mondiale.
Cette longue histoire de la neutralité espagnole connaît un point d'inflexion en 1953, grâce aux accords avec les États-Unis, un premier pas afin « d'ancrer l'Espagne dans le monde occidental ».
L'essai de Leopoldo Calvo-Sotelo devient plus vivace dès qu'il s'approche de la transition « parce que le narrateur a été, en outre, acteur ou témoin des faits qu'il raconte ».  Nous qui avons démarré avec le Gouvernement de la transition « en matière politique, nous n'étions rien d’autre que des pêcheurs de Galilée. Et c'était la même chose pour le PSOE, dans l'opposition». C'est pourquoi, « la Transition, dans sa totalité, mais davantage encore la Transition extérieure, eut inévitablement beaucoup d'improvisation».  De sorte qu'il « fallut commencer la Transition extérieure en naviguant à vue à travers une mer inconnue, sans cartes marines de référence et avec un clair cap unique : intégrer l'Espagne dans les forums internationaux auxquels elle n'avait été admise, à cause de la situation par nature non démocratique du régime précédent ». 
« L'entrée dans le Marché commun » et « La polémique atlantique », sont les chapitres les plus densément biographiques de cette dissertation. Car c'est à Calvo-Sotelo que « revint la tâche singulière de former l'équipe de négociation de cette adhésion ». Et c'est Calvo-Sotelo qui, en tant que président du Gouvernement, encouragea et réussit l'entrée de l'Espagne dans l'OTAN. 
En rappelant le long et difficile processus de négociations, il conclut « que l'Espagne n'a pas été reçue avec générosité, par ses voisins communautaires». Et il cite deux figures clé, dans cette histoire : Alberto Ullastres, « qui avait négocié magistralement»  l'Accord préférentiel de 1970. Et Raimundo Bassols (es), « véritable artisan de notre entrée dans le Marché commun ». 
Il documente également, tout au long de son travail, « le faux cliché de la séculière amitié franco-espagnole ». 
Il raconte, à la première personne, le fait qu'il considère comme « le cœur de la Transition extérieure, l'axe autour duquel tournerait la nouvelle politique extérieure espagnole », à savoir, l'entrée dans l'OTAN. Il analyse la position de l'UCD, d'Adolfo Suárez et de Marcelino Oreja. Il examine l'évolution historique de la doctrine internationale du PSOE - de l'époque de Rodolfo Llopis à celle de Felipe González- et la volatilité de l'opinion publique espagnole. Il fait également référence à l'attitude des États-Unis (« rénovations des Accords de 1953 sans l'OTAN c'était, lorsque je suis arrivé à la Moncloa, leur intention peu éclairée) et celle de l'Union soviétique (Lettre de Leonid Brejnev, qu'il lui renvoya de manière diplomatique).
Il achève l'œuvre par un chapitre intitulé « La transition revisitée », dans lequel il constate qu'aujourd'hui la transition est considérée comme un problème et il souffre de « cette volonté de défaire la toile de Pénélope que nous ne finissons jamais de tisser », en étant partisan de « revisiter la Transition sans la détruire ». 
Il conclut par des lignes sur la nouvelle Europe qu'il convient d'éclairer, une tâche difficile, parmi d'autres motifs parce que « La France n'accepte pas d'avoir à fermer à double tour le tombeau de De Gaulle ». 

## Jugements
Dans son discours en réponse, Salustiano del Campo affirme : « Le solide discours que nous venons d'écouter revient sur des thèmes que Calvo-Sotelo a déjà traités, dans l'une ou plusieurs de ses œuvres. Mais il le fait en apportant de nouvelles idées et, surtout, en suggérant d'autres considérations ». 
Pour Marcelino Oreja, cet essai « est un chef-d'œuvre de la transition extérieure et montre son courageux effort pour redonner sa place à l'Espagne ». 
D'après les historiens Pablo Pérez et Jorge Lafuente, dans cette œuvre Calvo-Sotelo « synthétise son idée de l'histoire des relations extérieures espagnoles, avec son style sentencieux habituel, élégant et souvent ironique. Il convient de résumer son idée centrale en disant que l'Espagne renonça à jouer un rôle sur la scène internationale, depuis l'époque de Carlos III, et qu'elle ne le récupéra pas jusqu'à la Transition, concrètement avec son entrée dans l'OTAN en 1982, et dans les Communautés européennes en 1986 […] Leopoldo Calvo-Sotelo, l'un des hommes qui lui consacrèrent le plus d'énergie, est un exemple d'à quel point la Transition fut une entreprise qui rassembla continuité et changement, non seulement en termes du XXe siècle, ou de dictature ou démocratie, mais aussi dans un sens plus large, de position stratégique de notre pays sur l'échiquier international. La portée intellectuelle de la démarche politique de Leopoldo Calvo-Sotelo, sa connaissance directe de la réalité européenne, sa familiarité avec notre histoire, ont été probablement la raison pour laquelle son regard embrassa un horizon plus lointain, en évoluant à un niveau plus élevé que la tactique politique, préoccupée par la prise ou la conservation du pouvoir à court terme ». 
C'est la dernière œuvre de Leopoldo Calvo-Sotelo. Cependant, comme lui-même l'a confessé, « J'ai chez moi des tiroirs pleins de pages inédites : des premières à la machine (une Yost à tampon), d'il y a soixante ans, jusqu’aux dernières sur un ordinateur. Ma femme (qui me survivra, ce qui est normal) pourrait gagner un peu d'argent en les publiant, dans quelques années. Les plus impertinentes et politiquement incorrectes et, parmi elles, une série de sonnets satiriques, bien rythmés, mais moins bien intentionnés, un ami (le poète Muñoz Rojas) les appelle à juste titre des habilités ».